# Cepheuptychia
Cepheuptychia är ett släkte av fjärilar. Cepheuptychia ingår i familjen praktfjärilar.
Kladogram enligt Catalogue of Life:
| Cepheuptychia | \| \| Cepheuptychia alope \| \| \| \| \| \| Cepheuptychia angelica \| \| \| \| \| \| Cepheuptychia cephus \| \| \| \| \| \| Cepheuptychia doris \| \| \| \| \| \| Cepheuptychia glaucina \| \| \| \| \| \| Cepheuptychia lysidice \| \| \| \| |
|               | \| \| Cepheuptychia alope \| \| \| \| \| \| Cepheuptychia angelica \| \| \| \| \| \| Cepheuptychia cephus \| \| \| \| \| \| Cepheuptychia doris \| \| \| \| \| \| Cepheuptychia glaucina \| \| \| \| \| \| Cepheuptychia lysidice \| \| \| \| |
|               | Cepheuptychia alope |
|               | |
|               | Cepheuptychia angelica |
|               | |
|               | Cepheuptychia cephus |
|               | |
|               | Cepheuptychia doris |
|               | |
|               | Cepheuptychia glaucina |
|               | |
|               | Cepheuptychia lysidice |
|               | |

## Bildgalleri

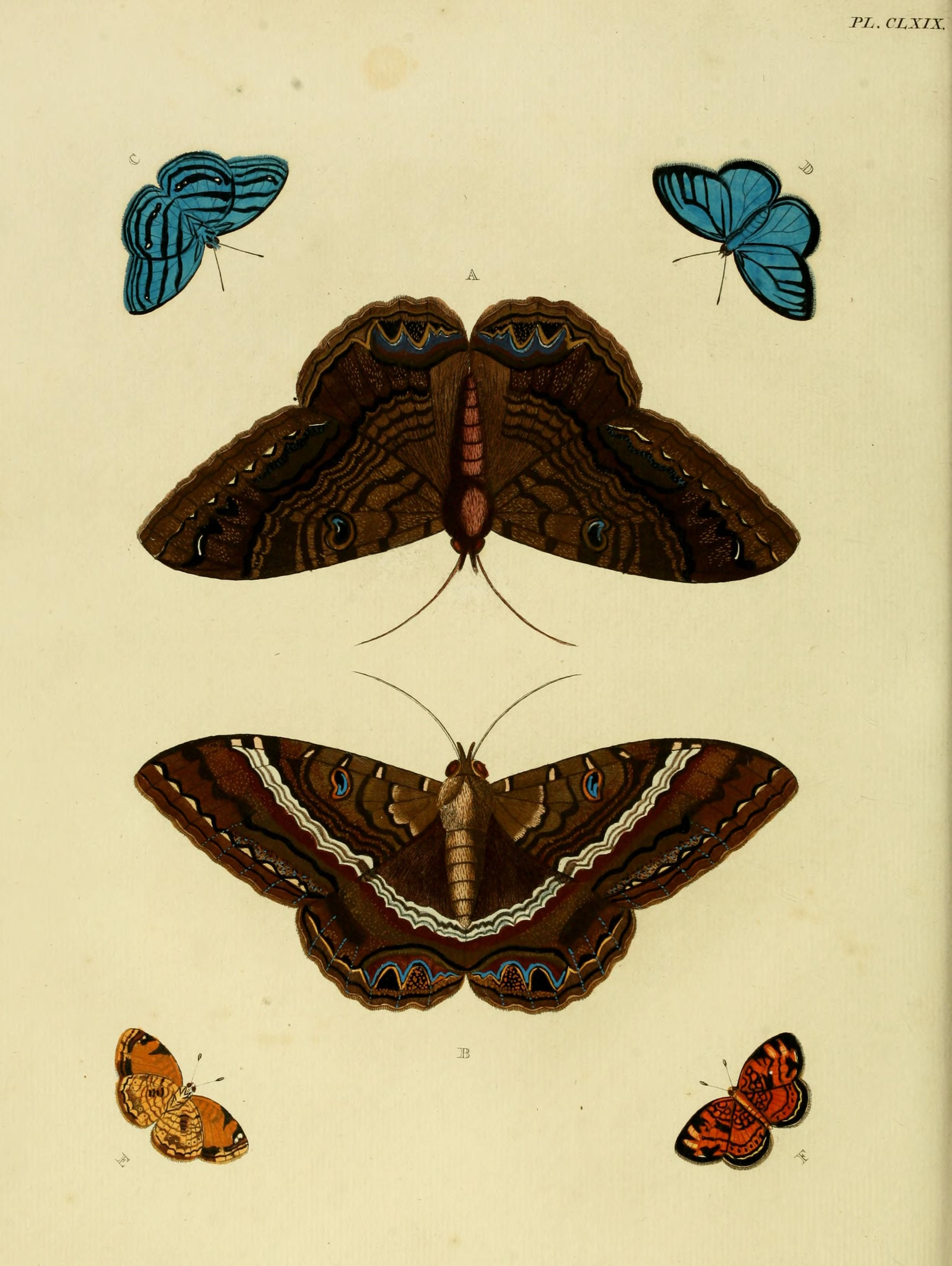